# Tomislav Franjković
Tomislav Franjković (Curzola, 19 maggio 1931 – Curzola, 11 ottobre 2010) è stato un pallanuotista jugoslavo, vincitore di una medaglia d'argento alle olimpiadi di Melbourne 1956.